# Hengjingqiao (köpinghuvudort i Kina, Zhejiang Sheng, lat 30,68, long 120,66)
Hengjingqiao är en köpinghuvudort i Kina. Den ligger i provinsen Zhejiang, i den östra delen av landet, omkring 67 kilometer nordost om provinshuvudstaden Hangzhou. Antalet invånare är 69 499. Befolkningen består av 33 966 kvinnor och 35 533 män. Barn under 15 år utgör 15,0 %, vuxna 15-64 år 79 %, och äldre över 65 år 5,0 %.
Runt Hengjingqiao är det tätbefolkat, med 550 invånare per kvadratkilometer. Närmaste större samhälle är Jiaxing, 11,6 km nordost om Hengjingqiao. Trakten runt Hengjingqiao består till största delen av jordbruksmark.
Genomsnittlig årsnederbörd är 1 712 millimeter. Den regnigaste månaden är juni, med i genomsnitt 277 mm nederbörd, och den torraste är november, med 65 mm nederbörd.